# Love 146
Love 146 es una organización sin ánimo de lucro 501c que trabaja hacia la abolición de la trata de personas y la explotación infantil mediante actividades de promoción, prevención y rehabilitación. La sede principal de la organización está radicada en New Haven, Connecticut con dos sedes adicionales ubicadas en Asia y Europa. Love 146 es una caridad acreditada por el Better Business Bureau y reconocida como una organización benéfica de cuatro estrellas por Charity Navigator.

## Contenido

### Historia
La organización se fundó en 2002 bajo el nombre, Justice for Children International cuando los cofundadores compuestos por Rob Morris, Lamont Hiebert, Desirea Rodgers y Caroline Hahm fueron invitados por unos investigadores criminales en un viaje al sureste de Asia con el objetivo de planear una estrategia para combatir el tráfico de niños. Algunos de ellos se infiltraron en un burdel haciéndose pasar como compradores y fueron testigos de como niñas con vestidos rojos y miradas vacías eran vendidas a los compradores. Había una niña en particular que les llamó la atención por su mirada y tenía un papel pegado en su vestido con el número 146.
En 2007 la organización decide cambiar su nombre a Love 146 puesto que existía otra organización sin fines de lucro ubicada en Texas que trabajaba bajo ese mismo nombre pero con otro enfoque.
El presidente y cofundador de la organización, Rob Morris fue nombrado Agente de Cambio por la revista GQ y también le fue otorgado el premio Impacto Myspace en el sector de justicia social. Actualmente vive con su esposa y seis hijos en New Haven, Connecticut.
La Dr. Gundelina Velazco es la encargada de dirigir los programas de postratamiento de Love 146. Es una reconocida consultora internacional en el campo de psicología y ha enseñado en instituciones en Malasia, Sudáfrica y Estados Unidos sobre el tratamiento de los niños traumatizados. Es miembro de la Sociedad Británica de Psicología y la Asociación Americana de Psicología APA. En 2008 fue recipiente del Premio Internacional Humanitario de la APA por su contribución ejemplar a la humanidad.

### Programas
Los programas de Love 146 están divididos entre: postratamiento, educación preventiva, formación profesional y movimiento de empoderamiento.
El programa de postratamiento de los niños afectados se encarga de apoyar y ampliar hogares seguros a través de Asia y Estados Unidos para una rehabilitación eficaz. La Casa Redonda en las Filipinas está diseñada para la facilitar la restauración y la salud integral de los niños a mediante estructuras como una casa de árbol en donde se llevan a cabo sesiones de terapia, una cancha de voleibol y un saco de arena. La idea detrás de la Casa Redonda es poder brindarle a los niños un sentido de paz y libertad al igual que aumentar su autoestima.
El programa de educación preventiva se dedica a proporcionar sesiones de educación preventiva en las escuelas secundarias, hogares de grupo y centros de atención residenciales en Connecticut, Texas y Baltimore. En 2013, Love 146 abrió una oficina en Texas y una oficina a través de un convenio con Fair Girls en Maryland para comenzar a ofrecer educación preventiva a miles de niños en todo el país.
El programa de formación profesional tiene como objetivo capacitar a maestros y trabajadores sociales mediante herramientas para prevenir el tráfico de niños, así como identificar y apoyar a las víctimas. Del mismo modo, realizan cursos de formación profesional a los trabajadores en el programa de postratamiento, brindándoles los conocimientos adecuados y las mejores prácticas y técnicas en la rehabilitación de las víctimas.
El programa de movimiento de empoderamiento está dirigido por el Dr. Glenn Miles con el fin de expandir el movimiento abolicionista en Asia junto con la ayuda de estrellas de rock como Paramore y The Wrecking para difundir el mensaje de la organización. En este mismo programa también se creó los grupos de voluntarios que se reúnen mensualmente y se dedican al movimiento de abolición del trata de personas y explotación infantil mediante la recaudación de dinero y la difusión del propósito de Love 146, así mismo convirtiéndose en activistas enfocados en la abolición de este crimen.

### Financiamiento
Según el reporte anual publicado en 2012, el presupuesto de la organización se dividió en un 35% hacia el programa de postratamiento, 25% en educación preventiva, 5% en formación profesional y 35% hacia el movimiento de empoderamiento.

## Otros
En diciembre de 2011 la marca de relojería suiza, Baume & Mercier al igual que la distribuidora de relojes, Torneau realizaron un evento privado para dar visibilidad al trabajo de la organización mediante una exposición de fotografías tomadas por la fotógrafa, Carolyn Cooper en su viaje al sudeste asiático inspirada en la obra de Love 146.
Las banda de música rock, Paramore ha hecho público su apoyo a la causa en sus giras llevando el parche de Love 146 en su ropa e instrumentos en sus conciertos y con la recaudación de fondos. En 2008, la compañía de ropa, Hurley International diseño una sudadera con capucha para la banda en donde los ingresos de las ventas fueron directamente a la fundación.
Un miembro de una iglesia en Long Island, Nueva York se ganó la lotería valorada en 3 millones de dólares y se la entrega en su totalidad a la Iglesia, la cual dono $200,000 dólares a Love 146.
The Wrecking, una banda de rock cristiana filmó un vídeo musical para su sencillo, "In Your Eyes" la cual produjo en conjunto con Love 146.

## Trata de personas
Según el informe mundial sobre la trata de personas 2012 publicada por la UNODC, "El número de niñas víctimas de trata detectadas aumentó en el período
2007-2010, durante el cual las niñas constituyeron entre el 15% y el 20% del total de víctimas detectadas".